# One2free

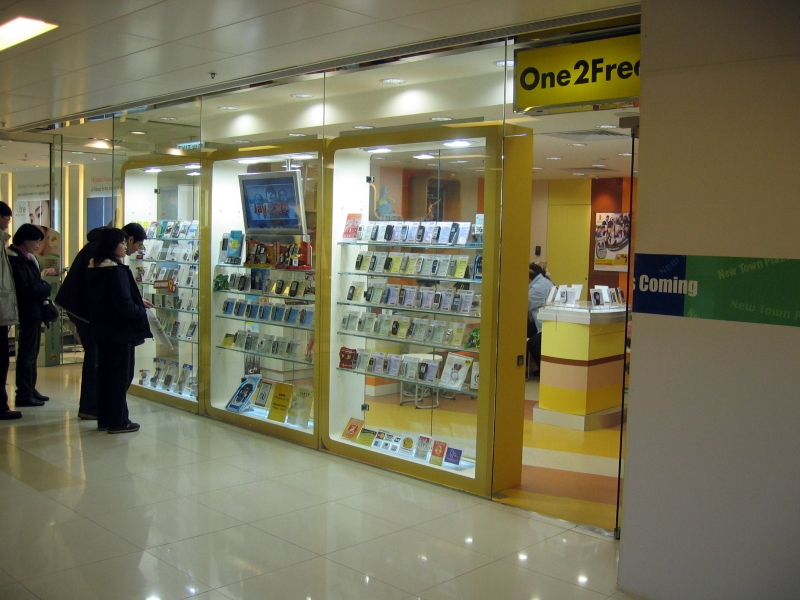
one2free於沙田的專門店

One2Free（讀作「One Two Free」，意指「一·二·自由」，大寫「壹·貳·自由」，阿拉伯數字「1-2-自由」，中文名：自由2，讀作「自由二」，大寫「自由貳」），2014年5月前是香港移動通訊有限公司（CSL）旗下的流動電話服務品牌，於1996年推出。
香港電訊於2014年7月7日宣佈將香港電訊旗下品牌「PCCW-HKT」及前CSL New World Mobility Limited旗下品牌「one2free」整合成新品牌「csl.」，而香港電訊旗下針對進階用家的「1O1O」及提供實惠服務的「新世界傳動網」則保持不變，以三個品牌於不同層面為香港用家提供流動電訊服務；而PCCW-HKT及One2Free兩個品牌則正式走入歷史。

## 服務
CSL於2010年啟用了新一代的流動寬頻網絡——全球首個4G LTE/DC-HSPA+網絡，大幅提升網絡容量和速度。
2013年9月，CSL宣佈將於2014年提供300Mbps LTE Advanced技術。CSL是使用旗下兩條分別為 1,800MHz 和 2,600MHz LTE 頻譜的 20MHz 頻寬集合而成，惟預計至2014年中才會陸續有手提電話芯片支援此高速網絡。
2013年12月5日，CSL亦宣佈聯同 ZTE（中興）正式啓動 VoLTE 網絡。如同PCCW般，其VoLTE同樣支援eSRVCC（enhanced Single Radio Voice Call Continuity）技術；CSL在記者會上亦示範其技術可以讓用戶在通話中在語音通話與視訊通話之間作即時轉換。CSL預計在 2014 年上半年會有更多的支援 VoLTE 的裝置推出市場。
2014年5月，香港電訊收購CSL，並於7月將香港電訊旗下品牌「PCCW-HKT」及前CSL New World Mobility Limited旗下品牌「one2free」整合成新品牌「csl.」。

## 廣告宣傳
該公司於1997年6月邀請郭富城拍攝以香港主權移交為題的廣告，此廣告獲得1998年1月十大電視廣告大獎及1997年十大勁歌金曲最受歡迎廣告歌曲。2002年起邀請台灣唱作人周杰倫代言，2004年周杰倫主演「你free得起!」廣告並創作廣告歌《園遊會》（收錄在他2004年推出的《七里香》專輯），獲得2005年「第十一屆十大電視廣告頒獎典禮」中「最受歡迎廣告」及「最受歡迎男明星」獎。